# Carlos Saura
Carlos Saura Atarés, (Huesca, 1932. január 4. – Madrid, 2023. február 10.) BAFTA-díjas spanyol filmrendező és fotóművész, Luis Buñuel tanítványa.

## Élete
1953–1957 között a madridi Filmművészeti Főiskola diákja volt. Ezután elvégzett egy újságíró iskolát is.
1949-től fotóművész. 1955-től rövidfilmeket, 1963-tól játékfilmeket rendezett.

## Művészete
Munkássága 2 részre tagolódik. Az első része többnyire a Franco-diktatúra utolsó éveire esik. Ekkor születnek az emberi kapcsolatokról, emlékekről különös mélységű szubjektív alkotások, mint a Cria Cuervos (Nevelj hollót), mely az 1976-os Cannes filmfesztiválon külön díjat kapott, továbbá Anna és a farkasok, Elisa, vida mia. Ezekben a filmekben szerepel több alkalommal akkori élettársa, Geraldine Chaplin, a londoni születésű hollywoodi filmrendező és színész, Charlie Chaplin lánya.
Munkásságának második részében úgynevezett flamenco filmek, táncfilmek, melyben érdekesen keveri a realitást a táncdarabban megjelenő realitással, érdekes hangulatot teremtve, mintegy velejére hatolva az eredeti mű készülésének titkaiba. Több ezen filmjében szerepel Antonio Gades táncos, és Paco de Lucía, a híres spanyol gitáros. Ide tartoznak: a Carmen (címszerepben Laura del Sol flamenco-táncosnővel), a Vérnász, a Tango és a Flamenco.
Újabban ismét témát váltott, így születtek meg a Salamon király asztala, A hetedik nap című filmek.

## Filmjei
- 1956 : El Pequeño río Manzanares
- 1957 : La Tarde del domingo (Vasárnap délután)
- 1958 : Cuenca
- 1960 : Los golfos (A csavargók)
- 1963 : La Charge des brigands
- 1964 : Llanto por un bandido (Banditasirató)
- 1966 : La Caza (A vadászat)
- 1967 : Peppermint frappé (Hűtött mentalikőr)
- 1968 : Stress es tres tres (Stressz (film))
- 1969 : La Madriguera (Az odú)
- 1970 : Le Jardin des délices (A gyönyörök kertje)
- 1972 : Anna et les loups (Anna és a farkasok)
- 1973 : La Cousine Angelique (Angélica, az unokatestvér)
- 1975 : Cria Cuervos (Nevelj hollót)
- 1977 : Elisa, mon amour (Életem, Elisa)
- 1978 : Les Yeux bandés
- 1978 : Los ojos vendados (Bekötött szemmel)
- 1979 : Maman a cent ans (A mama százéves)
- 1980 : Deprisa, deprisa! (Gyerünk, gyerünk)
- 1980 : Vivre vite
- 1981 : Noces de sang
- 1981 : Bodas de sangre (Vérnász)
- 1982 : Doux moments du passé
- 1982 : Antonieta
- 1983 : Carmen
- 1984 : Los Zancos
- 1986 : El Amor brujo (Bűvös szerelem)
- 1987 : El Dorado
- 1989 : La Noche oscura
- 1990 : Ay Carmela ! (Jaj, Carmela!)
- 1992 : El Sur (Borges történetei – A birtok)
- 1992 : Marathon
- 1992 : Sevillanas
- 1993 : Dispara!
- 1995 : Flamenco
- 1997 : Taxi de noche
- 1997 : Pajarico (Magányos madárka)
- 1998 : Esa luz!
- 1998 : Tango
- 1999 : Goya
- 2001 : Buñuel et la Table du Roi Salomon (Bunuel és Salamon király asztala)
- 2002 : Salomé
- 2004 : El séptimo día
- 2005 : Iberia
- 2007 : Fados
- 2009 : Io, Don Giovanni
- 2010 : Flamenco, Flamenco

## Díjai
- Berlini Ezüst Medve díj (1966, 1969) A vadászat; Hűtött mentalikőr
- Arany Medve díj (1981) Gyerünk, gyerünk
- BAFTA-díj a legjobb idegen nyelvű filmnek (1985) Carmen
- montreux-i Ezüst Rózsa-díj (1994)